# Smokinya Cove
Die Smokinya Cove (englisch; bulgarisch залив Смокиня saliw Smokinja) ist eine 2,2 km lange und 3,5 km breite Bucht an der Südküste der Trinity-Halbinsel an der Spitze der Antarktischen Halbinsel. Sie liegt nördlich des Azimuth Hill am Prinz-Gustav-Kanal.
Deutsche und britische Wissenschaftler nahmen 1996 ihre Kartierung vor. Die bulgarische Kommission für Antarktische Geographische Namen benannte sie 2010 nach dem Ferienort Smokinja bei Sosopol im Südosten Bulgariens.